# Brunellia occidentalis
Espèce
Classification phylogénétique
Statut de conservation UICN

 VU  : Vulnérable
Brunellia occidentalis est une espèce de plantes du genre Brunellia de la famille des Brunelliaceae.